# Silber-Mandel
Die Silber-Mandel (Prunus argentea) ist eine Pflanzenart aus der Gattung Prunus.

## Merkmal
Die Silber-Mandel ist ein sparriger Strauch, der Wuchshöhen von ungefähr 2,5 Meter erreicht. Die Rinde junger Zweige ist weißfilzig oder grauseidig glänzend. Die Laubblätter sind 2 bis 4 Zentimeter lang, elliptisch bis eiförmig, nur sehr schwach gesägt, lang zugespitzt und auf der Unterseite weißfilzig. Die Blüten stehen einzeln oder zu zweit. Sie sind hellrosa und nur sehr kurz gestielt. Der Blütenbecher ist breit glockig. Die Frucht ist 15 Millimeter lang, eiförmig, weißfilzig und hartfleischig. Der Steinkern ist schwach streifig gefurcht.
Die Blütezeit liegt im April.

## Vorkommen
Die Silber-Mandel kommt in Syrien, Libanon, Nord-Irak, West-Iran und Ost-Türkei vor.

## Nutzung
Aufgrund ihrer schönen Blüten und Blätter wird die Silber-Mandel in Mitteleuropa manchmal in sonnigen und geschützten Lagen als Zierpflanze kultiviert.